# Чемпионат России по хоккею на траве среди мужчин
Чемпионат России по хоккею на траве среди мужчин — ежегодное соревнование российских мужских команд по хоккею на траве. Проводится с 1992 года. 
Соревнования проходят в двух дивизионах — Суперлиге (с 2003 года) и Высшей лиге. С сезона 2010/2011 по сезон 2015/2016 чемпионат проводился по системе «осень—весна». С 2016 система проведения вернулась к формуле «весна—осень». Организатором является Федерация хоккея на траве России.

## Формула соревнований
Первенство разыгрывается между командами, входящими в Суперлигу. 6 составляющих её команд (сезон 2019) играют по смешанной системе. На предварительном этапе команды играют с разъездами с два круга спаренными матчами (каждый с каждым играет по два матча дома и на выезде), а между кругами проводят общий тур, в котором играют в один круг. Все результаты идут в общий зачёт. В общей сложности каждая из команд-участниц на предварительном этапе проведёт по 25 матчей. 4 лучшие команды выходят в плей-офф, где делятся на полуфинальные пары. Полуфинальные серии проводятся до двух побед одного из соперников. Победители в финале по такой же системе разыгрывают первое место, проигравшие — третье.
Регламентом ничьи на всех этапах чемпионата не предусмотрены. В случае ничейного результата в основное время команды пробивают буллиты с целью определения победителя. За победу в основное время команды получают по 3 очка, за победу по буллитам — по 2, за поражения по буллитам — по 1, за поражение в основное время очки не начисляются, за неявку предусмотрено снятие очка и техническое поражение 0:5. Места распределяются по наибольшему количеству набранных очков.
В суперлиге 2024 года играли 5 команд: «Динамо−Ак Барс» (Казань), «Динамо-Электросталь» (Московская область), «Динамо-Строитель» (Екатеринбург), «Тана» (Азов), «Восток» (Москва). Чемпионат проходит с мая по сентябрь по круговой системе (4 круга).
В высшей лиге играют 6 команд: «РСШОР-Динамо» (Казань), «Динамо»-2 (Екатеринбург), УОР-1 (Ильинский, Московская область), «Юность Алтая» (Барнаул), СШОР-ИВС (Щёлково), «Кайсар» (Кызылорда, Казахстан). Команды-участницы проводят 4-круговой турнир по туровой системе.

## Призёры
| Год       | 1-е место                                  | 2-е место                                  | 3-е место                                  |
| --------- | ------------------------------------------ | ------------------------------------------ | ------------------------------------------ |
| 1992      | СКА (Екатеринбург)                         | «Подшипник» (Самара)                       | «Фили» (Москва)                            |
| 1993      | СКА (Самара)                               | СКА (Екатеринбург)                         | «Подшипник» (Самара)                       |
| 1994      | СКА (Екатеринбург)                         | СКА (Самара)                               | «Динамо» (Алма-Ата)                        |
| 1995      | СКА (Самара)                               | СКА (Екатеринбург)                         | «Подшипник» (Самара)                       |
| 1996      | СКА (Самара)                               | СКА (Екатеринбург)                         | «Подшипник» (Самара)                       |
| 1997      | СКА (Екатеринбург)                         | СКА (Самара)                               | «Подшипник» (Самара)                       |
| 1998      | СКА (Екатеринбург)                         | СКА (Самара)                               | «Звезда» (Екатеринбург)                    |
| 1999      | «Динамо» (Екатеринбург)                    | СКА (Самара)                               | «Звезда» (Екатеринбург)                    |
| 2000      | «Динамо» (Екатеринбург)                    | СКА (Самара)                               | «Динамо-Казань» (Казань)                   |
| 2001      | «Динамо» (Екатеринбург)                    | «Строитель» (Брест)                        | «Динамо-Казань» (Казань)                   |
| 2002      | «Динамо-ВИЗ» (Екатеринбург)                | «Динамо-Казань» (Казань)                   | «Строитель» (Брест)                        |
| 2003      | «Динамо-Казань» (Казань)                   | «Строитель» (Брест)                        | «Динамо» (Екатеринбург)                    |
| 2004      | «Динамо-Казань» (Казань)                   | «Динамо» (Московская область)              | «Строитель» (Брест)                        |
| 2005      | «Динамо-Казань» (Казань)                   | «Динамо» (Московская область)              | «Строитель» (Брест)                        |
| 2006      | «Динамо-Казань» (Казань)                   | «Динамо» (Московская область)              | «Динамо-Строитель» (Екатеринбург)          |
| 2007      | «Динамо-Казань» (Казань)                   | «Динамо» (Московская область)              | «Динамо-Строитель» (Екатеринбург)          |
| 2008      | «Динамо-Казань» (Казань)                   | «Динамо-Электросталь» (Московская область) | «Динамо-Строитель» (Екатеринбург)          |
| 2009      | «Динамо-Электросталь» (Московская область) | «Динамо-Казань» (Казань)                   | «Измайлово» (Москва)                       |
| 2010      | «Динамо-Казань» (Казань)                   | «Измайлово» (Москва)                       | «Динамо-Электросталь» (Московская область) |
| 2010/2011 | «Динамо-Казань» (Казань)                   | «Динамо-Электросталь» (Московская область) | «Измайлово» (Москва)                       |
| 2011/2012 | «Динамо-Казань» (Казань)                   | «Измайлово» (Москва)                       | «Динамо-Электросталь» (Московская область) |
| 2012/2013 | «Динамо-Казань» (Казань)                   | «Динамо-Электросталь» (Московская область) | «Измайлово» (Москва)                       |
| 2013/2014 | «Динамо-Казань» (Казань)                   | ШВСМ «Измайлово» (Москва)                  | «Динамо-Строитель» (Екатеринбург)          |
| 2014/2015 | «Динамо-Казань» (Казань)                   | «Динамо-Электросталь» (Московская область) | «Динамо-Строитель» (Екатеринбург)          |
| 2015/2016 | «Динамо-Казань» (Казань)                   | «Динамо-Электросталь» (Московская область) | «Динамо-Строитель» (Екатеринбург)          |
| 2016      | «Динамо-Казань» (Казань)                   | «Динамо-Электросталь» (Московская область) | «Динамо-Строитель» (Екатеринбург)          |
| 2017      | «Динамо-Казань» (Казань)                   | «Динамо-Электросталь» (Московская область) | «Тана» (Азов)                              |
| 2018      | «Динамо-Казань» (Казань)                   | «Динамо-Электросталь» (Московская область) | «Динамо-Строитель» (Екатеринбург)          |
| 2019      | «Динамо-Казань» (Казань)                   | «Динамо-Электросталь» (Московская область) | «Динамо-Строитель» (Екатеринбург)          |
| 2020      | «Динамо-Казань» (Казань)                   | «Динамо-Электросталь» (Московская область) | «Динамо-Строитель» (Екатеринбург)          |
| 2021      | «Динамо-Ак Барс» (Казань)                  | «Динамо-Электросталь» (Московская область) | «Динамо-Строитель» (Екатеринбург)          |
| 2022      | «Динамо-Ак Барс» (Казань)                  | «Динамо-Электросталь» (Московская область) | «ЦОП Москомспорта» (Москва)                |
| 2023      | «Динамо-Ак Барс» (Казань)                  | «Динамо-Электросталь» (Московская область) | «Динамо-Строитель» (Екатеринбург)          |
| 2024      | «Динамо-Ак Барс» (Казань)                  | «Динамо-Электросталь» (Московская область) | «Динамо-Строитель» (Екатеринбург)          |

## Медальный зачёт
| Команда                                             |    |    |    | Всего |
| --------------------------------------------------- | -- | -- | -- | ----- |
| «Динамо-Казань» / «Динамо-Ак Барс» (Казань)         | 22 | 2  | 2  | 25    |
| СКА/«Динамо»/«Динамо-Строитель» (Екатеринбург)      | 8  | 3  | 14 | 24    |
| СКА (Самара)                                        | 3  | 5  | 0  | 8     |
| «Динамо»/«Динамо-Электросталь» (Московская область) | 1  | 18 | 2  | 20    |
| «Измайлово» (Москва)                                | 0  | 3  | 3  | 6     |
| «Строитель» (Брест)                                 | 0  | 2  | 3  | 5     |
| «Подшипник» (Самара)                                | 0  | 1  | 4  | 5     |
| «Звезда» (Екатеринбург)                             | 0  | 0  | 2  | 2     |
| «Фили» (Москва)                                     | 0  | 0  | 1  | 1     |
| «Динамо» (Алма-Ата)                                 | 0  | 0  | 1  | 1     |
| «Тана» (Азов)                                       | 0  | 0  | 1  | 1     |
| «ЦОП Москомспорта» (Москва)                         | 0  | 0  | 1  | 1     |